# Rushdy Abaza
Rushdy Abaza (in arabo رشدي أباظة‎?; Mansura, 3 agosto 1926 – 27 luglio 1980) è stato un attore, sceneggiatore e produttore cinematografico egiziano.
Considerato uno tra gli attori medio-orientali più importanti; nonché il sex symbol indiscusso del cinema arabo, superato internazionalmente solo da Omar Sharif.

## Biografia
Suo padre Said Abaza apparteneva a una ricca famiglia di ascendenza circassa, tra le più note in Egitto. Sua madre, Teresa Luigi, era italiana. Rushdy Abaza fece i suoi studi al Collège Saint Marc di Alessandria.

### Vita privata
Rushdy Abaza si sposò cinque volte: la prima, nel 1952, con l'attrice e ballerina egiziana Taheyya Kariokka; la seconda moglie Barbara, era americana vissero insieme quattro anni ed ebbero Qismat (1951- 2019), unica figlia dell'attore; la terza fu la danzatrice Samia Gamal, con cui rimase sposata per quasi 18 anni, dal 1960 al 1977; la quarta, la famosa cantante libanese Sabah, con il loro matrimonio lampo di due settimane nel 1967; la quinta fu sua cugina Nabila Abaza, con la quale visse solo il suo ultimo anno di vita.

## Filmografia

### Attore
- El millionaira el saghira, regia di Kamal Barakat (1948)
- Zoul wijhain, regia di Ahmed Diaeddin e Wali Eddine Sameh (1949)
- Murra min nar, regia di Gianni Vernuccio (1950)
- La peccatrice bianca (Amina), regia di Goffredo Alessandrini (1951)
- Awlad el shareh, regia di Youssef Wahby (1951)
- El muntasir
- El osta Hassan
- Awladi
- Shim el nessim
- Moamara
- La valle dei re (Valley of the Kings), regia di Robert Pirosh (1954)
- Shaitan, il diavolo avventuroso (Fortune carrée), regia di Bernard Borderie (1955)
- Irham demoui
- Inni rahela
- Gaaluni mujriman
- Araess fil mazad
- Mawad gharam
- I dieci comandamenti (The Ten Commandments), regia di Cecil B. DeMille (1956)
- Dalila, regia di Mohammed Karim (1956)
- Min el khatel
- Izhay ansak
- Ismail Yassine fil bolis
- Bahr el gharam
- I Never Sleep
- Tamr henna
- Port Said
- Lan abki abadan
- Tarik el amal
- Toggar el mawt
- Soultan
- La anam, regia di Salah Abouseif (1958)
- Emraa fil tarik
- Djamilah
- Seraa fil Nil
- Samra sina
- Rehla ilal kamar
- Malish gherak
- Katia tarik
- Bufakkar filli nassini
- Ana baria
- Ya habibi
- Nehayat el tarik
- Mufattish el mabahess
- Malak wa shaitan
- Lekaa fil ghurub
- Kholkhal habibi
- El rajul el thani
- Ana wa ommi
- Almurahikat
- La spada dell'Islam (Wa Islamah), regia di Enrico Bomba e Andrew Marton (1961)
- Kalb fi zalam
- Hob wa horman
- He talata
- Fi baitina rajul
- Bila awda
- Al zouga talattashar
- Sitt el banate
- Helwa wa kaddaba
- Ah min hawaa, regia di Fatin Abdel Wahab (1962)
- Amirat el Arab
- La wakta lil hub
- Tarik al shaitan
- El majanin fi naim
- Al-tareek
- El shayatin el talata
- Arouss el Nil
- Al badawia fi Paris
- Shakket el talaba
- Saghira ala el-hob
- Zawja min Bariz
- Mabka el oshak
- Huwa wa el nessaa
- Guanab el safir
- El mushajibun
- Chakawet rejala
- Garima fil hay el hady
- Endama nouheb
- El eib
- Al koubla al akhira
- Rawaat el-hob
- Hawaa alal tarik
- El-massaguin el-thalatha
- Baba ayez keda
- El Achrar
- Imra'ah wa ragoul
- Wakr al-ashrar
- Orid hallan
- Hobi al awal wa al akhir
- Aatham tefl fel alam
- Youm El-Ahad El-Damy
- Ah ya liel ya zaman
- Wa da al-omr ya waladi
- Athkiya' laken aghbiya'
- Daerat al shak

### Sceneggiatore
- Ashour kalb el assad

### Produttore
- Chakawet rejala